# SMS Hamburg
Le SMS Hamburg est un croiseur de la classe Hamburg de la Kaiserliche Marine.

## Histoire
Le croiseur léger est construit au chantier naval Vulcan à Stettin à partir de 1902. Il est mis à l'eau le 25 juillet 1903 et armé le 8 mars 1904 comme le premier navire de la classe Bremen, parfois aussi appelée classe Hamburg. En juin 1904, le Hamburg sert dans l'escorte du SMY Hohenzollern dans sa tournée annuelle au nord de l'Allemagne. Durant les manœuvres d'automne de la même année, il remplace le Niobe comme navire de reconnaissance. En 1905, il accompagne de nouveau le Hohenzollern. Ensuite, de nombreux essais sont réalisés en comparaison avec le SMS Lübeck, le premier navire allemand avec une turbine.
En février 1908, le Hamburg fait son premier voyage transatlantique. En mai, il accompagne le voyage de l'empereur sur le Hohenzollern à Venise et à Corfou. L'année suivante, il fait le même voyage. Le 21 avril 1909, il part vers l'Anatolie en raison des émeutes. Le 28 mai 1909, il revient à Kiel. Il sert dans la première flotte jusqu'au 15 septembre puis est retiré dans la flotte de réserve. Le 2 juillet 1912, il est de nouveau mis en service et affecté le 6 août 1912, comme guide de la flottille de sous-marins. Le 1er juillet 1914, après la création de la seconde flottille de sous-marins, il reste à la première, basée à Heligoland.
Au début de la Première Guerre mondiale, le Hamburg rejoint la Hochseeflotte et participe à de nombreuses missions de reconnaissance en mer du Nord. Cela le conduit à des touches de combats sporadiques (par exemple avec le destroyer britannique HMS Lynx (en)). Le 21 mai 1915, il percute dans la Weser le torpilleur S 21 (de) qui se casse en deux.
En 1916, il part pour la quatrième flotte d'éclairage au Skagerrak. Durant la retraite de la bataille du Jutland, il affronte des destroyers britanniques. Il subit deux tirs qui font 14 tués et 25 blessés. Il est remis en service le 26 juillet 1916.
En 1917, en raison de ses capacités jugées insuffisantes, il devient navire de casernement pour les sous-mariniers à Wilhelmshaven. Après la guerre, le navire obsolète n'est pas livré. Il est retiré du service en 1919.
Le 7 septembre 1920, le croiseur léger est de nouveau en service pour la Reichsmarine. Il est le navire amiral de la flotte en mer du Nord. En juillet 1921, le navire escorte une mission de déminage près de l'océan Arctique exigée par les puissances victorieuses et d'enlever les mines qu'avait placées le SMS Meteor durant la guerre. Du 15 octobre 1923 au 1er avril 1925, le Hamburg est le navire-amiral du commandant en chef. Par la suite, il devient un navire de formation.
Le 14 février 1926, le Hamburg part pour un tour du monde. Il s'arrête dans les Antilles, en Amérique centrale, prend le canal de Panama puis va à Hawaï, au Japon, aux Philippines et en Indonésie, il prend le canal de Suez et la mer Méditerranée pour retourner en Allemagne. Le 20 mars 1927, il arrive à Wilhelmshaven. Le navire est définitivement retiré du service le 30 juin 1927. Il reste en réserve et est supprimé de la liste des navires de guerre le 24 février 1931. En 1936, il sert de navire-caserne de la Kriegsmarine à Kiel. Lors d'un bombardement en 1944, le navire coule dans le port de Hambourg. Il est renfloué en 1949 et mis au rebut en 1956.

## Commandement
| 8 mars 1904 au 28 septembre 1906       | Korvettenkapitän/Fregattenkapitän Carl Schaumann                                                |
| 29 septembre 1906 au 30 septembre 1907 | Fregattenkapitän Oskar von Platen-Hallermund (de)                                               |
| 1er octobre 1907 au 15 septembre 1909  | Korvettenkapitän/Fregattenkapitän/Kapitän zur See Ernst Ritter von Mann Edler von Tiechler (de) |
| 2 juillet 1912 à septembre 1913        | Korvettenkapitän Otto Feldmann                                                                  |
| Septembre à novembre 1913              | Korvettenkapitän Max Hahn                                                                       |
| 9 novembre 1913 au 13 mars 1914        | Korvettenkapitän Hermann Bauer                                                                  |
| Mars à avril 1914                      | Kapitänleutnant Rudolf von dem Hagen (intérim)                                                  |
| Avril 1914 à mars 1917                 | Korvettenkapitän/Fregattenkapitän Gerhard von Gaudecker                                         |
| Mars 1917 à mai 1918                   | Korvettenkapitän Friedrich Lützow                                                               |
| Mai 1918 au 3 janvier 1919             | Korvettenkapitän Karl Hinsch                                                                    |
| Juillet au 16 août 1919                | Kapitänleutnant Hermann Mootz (de)                                                              |
| 7 septembre 1920 à septembre 1922      | Fregattenkapitän/Kapitän zur See Bernhard Bobsien                                               |
| Septembre 1922 à septembre 1924        | Fregattenkapitän/Kapitän zur See Erich Heyden                                                   |
| Septembre 1924 à mai 1925              | Kapitän zur See Friedrich Lützow                                                                |
| Mai à juillet 1925                     | Kapitän zur See Ernst Junkermann                                                                |
| Juillet 1925 à septembre 1925          | Kapitän zur See Paul Wülfing von Ditten (de)                                                    |
| Septembre 1925 à janvier 1926          | Korvettenkapitän Hermann Densch (de) (intérim)                                                  |
| 10 janvier 1926 au 30 juin 1927        | Fregattenkapitän/Kapitän zur See Otto Groos (de)                                                |